# Ulica Jana Matejki w Warszawie
Ulica Jana Matejki – ulica w dzielnicy Śródmieście w Warszawie.

## Historia
Ulica została wytyczona w 1863 na koszt bankiera Stanisław Lessera przez jego posesję rozparcelowywaną na działki budowlane. Została nazwana Instytutową od znajdującego się przy ul. Wiejskiej Instytutu Szlacheckiego, w którego budynkach w 1862 umieszczono Aleksandryjsko-Maryjski Instytut Wychowania Panien. Obecną nazwę nadano w 1921.
Ulicę wybrukowano i oświetlono na koszt miasta. Po 1863 została zabudowana kamienicami czynszowymi na 11 parcelach (6 po stronie północnej i 5 południowej). Z uwagi na sąsiedztwo reprezentacyjnych Alej Ujazdowskich uchodziła za ekskluzywną.
W okresie okupacji niemieckiej ulicy nadano nowe nazwy: polską Instytutowa i niemiecką Institutstrasse.
Zabudowa ulicy została spalona przez Niemców w 1944 po upadku powstania warszawskiego. Zniszczeniu uległy budynki nr 1 i 3, a dobrze zachowane mury pozostałych rozebrano w 1946. W latach 50. ulicę poszerzono. W latach 1966–1967 po jej północnej stronie wzniesiono domy Nauczycielskiej Spółdzielni Budowlano-Mieszkaniowej, natomiast południowa strona pozostała niezabudowana. Po 1967 na rogu ulicy i Alej Ujazdowskich wzniesiono wysokościowiec z restauracją i kawiarnią „Ambasador”.
W 1999 u zbiegu ulic Matejki i Wiejskiej odsłonięto pomnik Armii Krajowej i Polskiego Państwa Podziemnego.
W 2016 skwerowi u zbiegu ulic Matejki i Alej Ujazdowskich nadano nazwę skwer Ronalda Reagana.

## Ważniejsze obiekty
- Kompleks budynków Sejmu Rzeczypospolitej Polskiej
- Pomnik Armii Krajowej i Polskiego Państwa Podziemnego
- Ambasada Kanady
- Pomnik Cichociemnych Spadochroniarzy AK
- Upamiętnienie żołnierzy polskich i kanadyjskich walczących podczas II wojny światowej
- Pomnik Ronalda Reagana
- Pomnik Georges’a Clemenceau
- Pomnik Węgierskich Honwedów[11]